# Acleris rubi
Acleris rubi is een vlinder van de familie van de bladrollers (Tortricidae). De wetenschappelijke naam van deze soort is voor het eerst voorgesteld door Józef Razowski in een publicatie uit 2005.

## Verspreiding
De soort komt voor in Zuid-Afrika.

## Waardplanten
De rups leeft op Rubus rigidus (Rosaceae).